# آسترو انجین

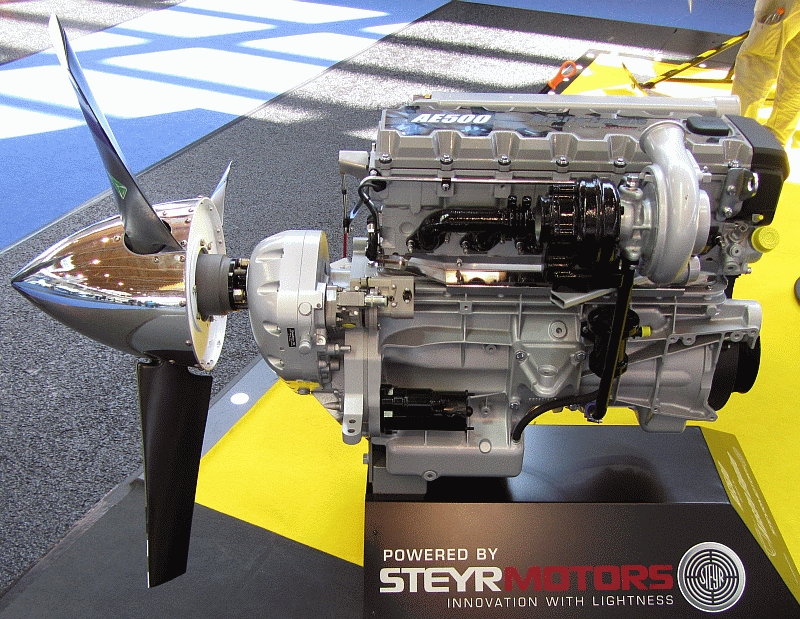
AE500

 آسترو انجین سازنده اتریشی موتورهای هواگرد است که در وینر نویشتات در نیدراسترایش واقع شده‌است.